# Johann Bischoff (Schriftsteller)
Johann Bischoff (latinisiert Johannes Episcopius) war ein deutscher Autor des 16. Jahrhunderts, der in Würzburg lebte.
Als Lehrer verschiedener Lateinschulen arbeitete er besonders bei seinen Übersetzungen für den Schulalltag. Er verfasste eine deutsche Übersetzung der Komödien des Terenz (Frankfurt am Main 1566), Comödie vom schalkhaftigen Knecht (Frankfurt am Main 1568), Ein news und schönes Büchlein von der Stat Würzburg (Rotenburg an der Tauber 1569) und Ein schön new lustigs Keyserbüchlein (Rotenburg ob der Tauber, undatiert).
1570 übersetzte und veröffentlichte er die Aulularia (Plautus).